# Strychnos spinosa
Strychnos spinosa Lam., 1794 è un albero della famiglia delle Loganiacee, nativo delle regioni tropicali e sub-tropicali dell'Africa.
Indicato in lingua inglese come Kafir orange o anche Natal orange. Altri nomi usati in lingue differenti sono: Spiny Monkey-orange/Green Monkey Orange (inglese), Doringklapper (afrikaaner), Morapa (NS), Muramba (V), umKwakwa (Swaziland), Nsala (Tswana), Mutamba (Shona).

## Descrizione

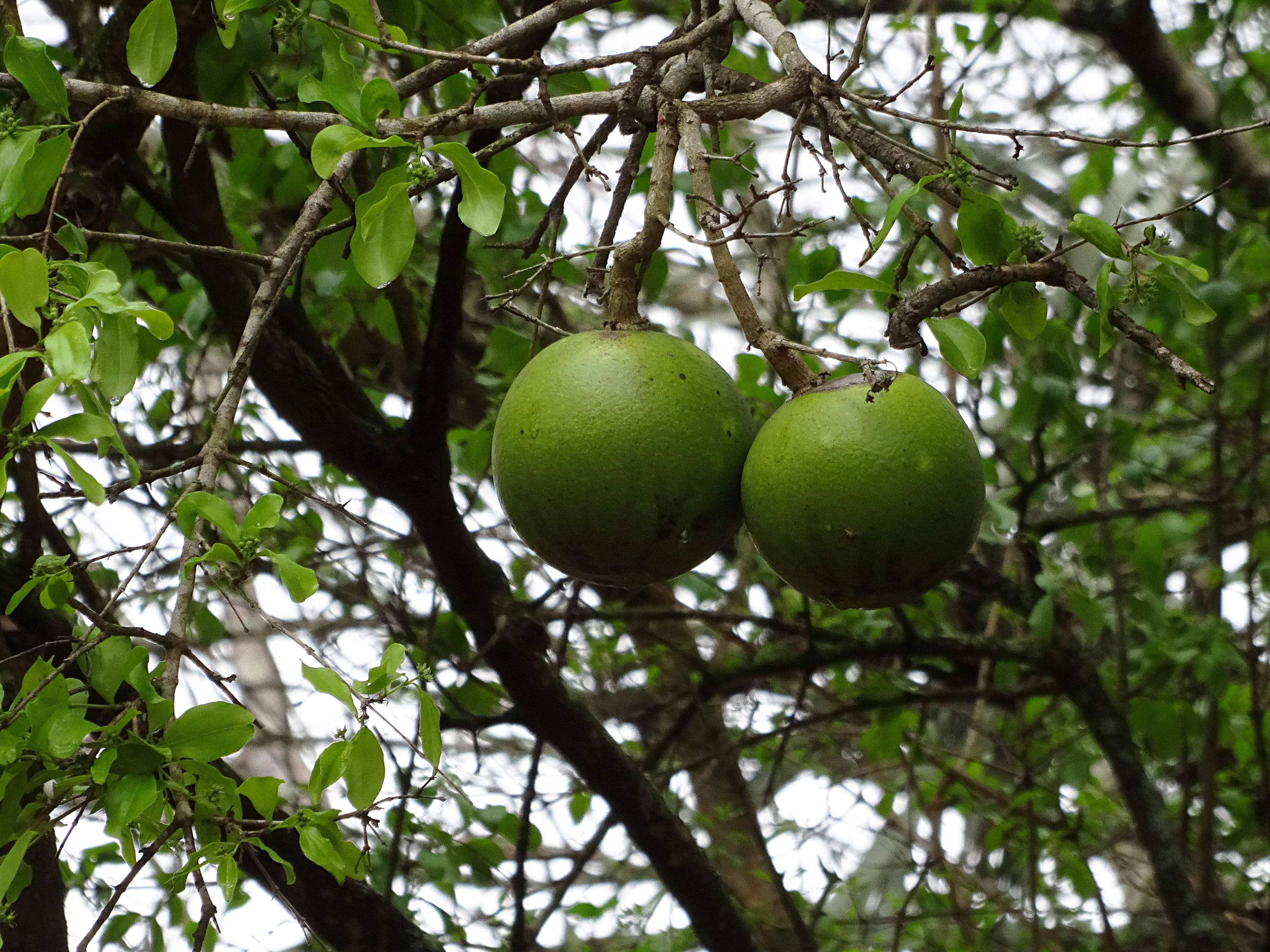
Frutti in maturazione

I fiori, bianchi striati, crescono alla sommità dei rametti, in infiorescenze a grappolo. Producono un frutto giallastro agrodolce e succulento chiamato massala in Mozambico e maboque in Angola, con numerosi semi di colore bruno, potenzialmente tossici. I frutti si formano solo dopo un periodo di pioggia abbondante; inizialmente sono verdi e, a maturità, diventano gialli. All'interno del frutto, che si presenta come una quasi sfera liscia di consistenza quasi legnosa, i semi sono compattati in modo irregolare e sono circondati da uno strato polposo commestibile.

## Biologia
L'impollinazione è probabilmente effettuata da insetti.

## Distribuzione e habitat
Questa specie è ampiamente diffusa in tutta l'Africa subsahariana, compreso il Madagascar.
L'albero si trova generalmente isolato, preferibilmente in suoli secchi. Si trova facilmente lungo i margini dei fiumi, nelle sabbie e tra la vegetazione costiera.

## Usi

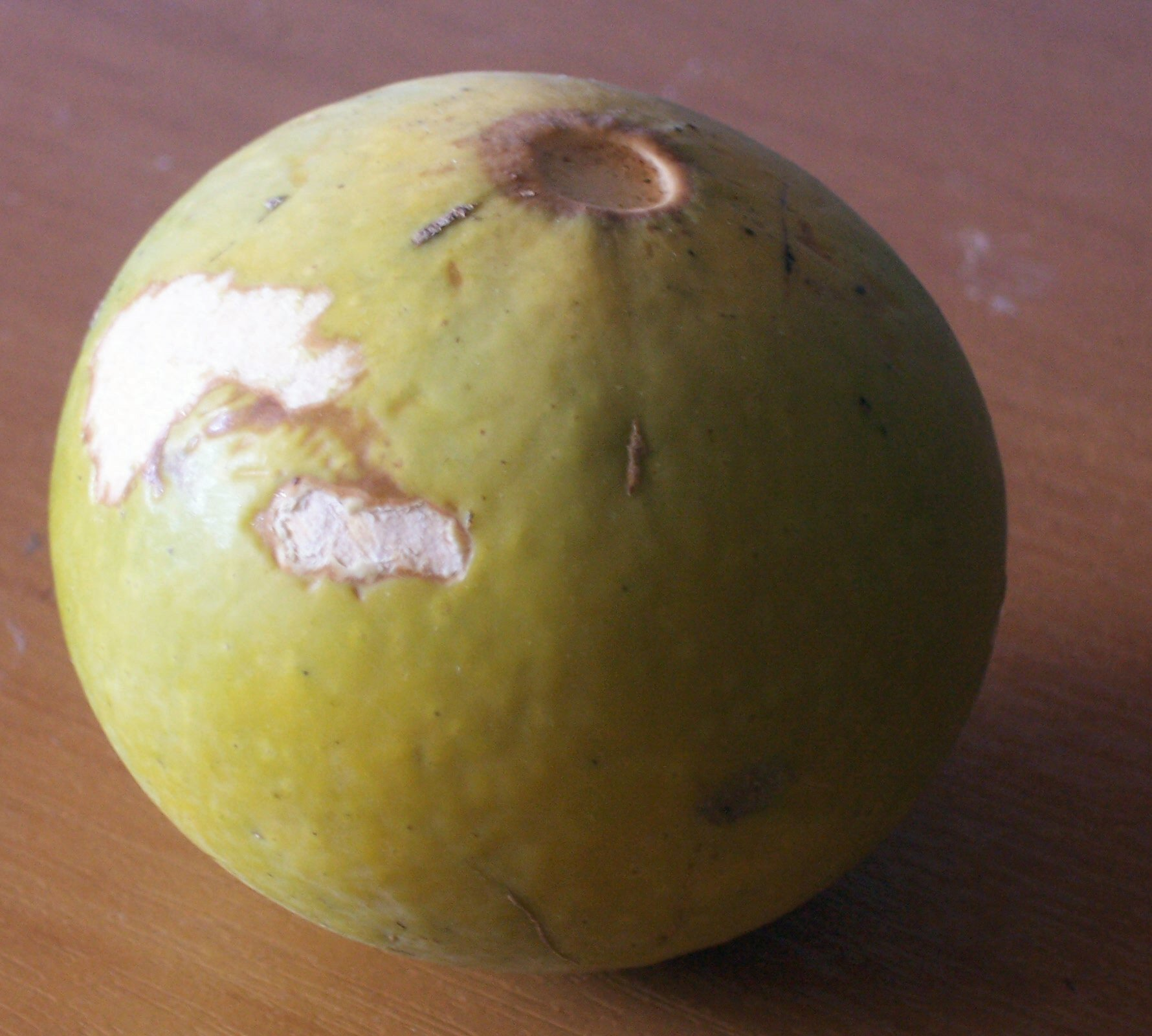
Frutto maturo

Il frutto è tradizionalmente usato come alimento in Africa. Non è molto conosciuto e diffuso, ma ha un buon potenziale nutritivo e può concorrere a stabilizzare la sicurezza alimentare e sostenere le politiche di sviluppo rurale sostenibile. Inoltre dalla polpa di frutta acerba viene prodotto, dopo opportuni trattamenti e diluizioni, un composto utilizzato come pesticida naturale.
Il legno è usato in carpenteria.
Molti animali, come babbuini, scimmie, potamoceri, nyala e eland se ne nutrono. Le foglie sono fonte di alimento per erbivori tali come Cefalofini, kudu maggiore, impala, raficero campestre e elefanti.